# Baron Vaea
Siaosi ʻAlipate Halakilangi Tau’alupeoko Vaea Tupou, más conocido como Barón Vaea (15 de mayo de 1921 - 7 de junio de 2009), fue un diplomático, funcionario y político tongano que sirvió como primer ministro de Tonga entre 1991 y 2000. Miembro de la nobleza, fue sobrino de la reina Carlota Tupou III, que reinó Tonga desde 1918 hasta 1965.

## Primeros años y formación
El 2.° Baron Vaea de Houma nació el 15 de mayo de 2021, como hijo de Vīlai Tupou y Tupou Seini. Su padre era un hijo ilegítimo del rey Jorge Tupou II, y por lo tanto, medio hermano de la reina Carlota Tupou III. Asistió al Tupou College por cinco años, y luego al Wesley College de Auckland entre 1930 y 1941; tras terminar sus estudios secundarios se alistó en la Fuerza Aérea Real de Nueva Zelanda (RNZAF), y con el estallido de la Segunda Guerra Mundial sirvió como piloto de hidroaviones de reconocimiento PBY Catalina.

## Trayectoria
Tras dejar la RNZAF en 1945, regresó a Tonga para servir al gobierno. Entre 1953 y 1958 sirvió como ayudante de campo de su tía, la reina Salote. En 1960 fue designado gobernador de Ha'apai, puesto que ocupó hasta 1968. Un año más tarde fue nombrado el primer Alto Comisionado de Tonga en el Reino Unido, sirviendo hasta 1972, y durante ese tiempo recibió el título de barón. A su vuelta en su país natal, ocupó diferentes carteras ministeriales, como trabajo, comercio e industrias. En ese cargo, Vaea fue responsable de la construcción del Centro de Pequeñas Industrias en Ma'ufanga. En 1975 fue nombrado simultáneamente Ministro de Agricultura y Silvicultura, puesto que ocupó hasta su retiro oficial de la administración pública en 2000. Además, también dirigió los Ministerios de Aviación Civil, Turismo, Educación y Marina y Puertos de Tonga, en varios puntos durante su carrera.

### Primer ministro de Tonga
Barón Vaea solicitó el retiro del servicio civil a principios de la década de 1990, sin embargo, fue designado primer ministro por el rey Taufa'ahau Tupou IV. Su predecesor, el príncipe Fatafehi Tu'ipelehake había dimitido de su cargo en 1991 debido a complicaciones de salud.Tomó posesión del cargo el 22 de agosto de 1991, convirtiéndose en el duodécimo Jefe de Gobierno del Reino de Tonga desde 1876.
En 1997 asistió a la reunión inaugural de líderes de la Alianza del Pacífico (PALM).En 2000 dimitió como primer ministro, y oficializó su retiro de la actividad política y el servicio civil después de más de 54 años.

## Vida posterior y muerte
Durante su retiro, Vaea siguió brindando entrevistas y opiniones acerca de la situación política del país; por ejemplo, admitió su preocupación por la falta de agua dulce y oportunidades económicas abiertas a los ciudadanos. Falleció en su residencia, 'Tali ki Ha'apai', en Houma, Tongatapu, Tonga, el 7 de junio de 2009 a la edad de 88 años. En los meses anteriores había recibido tratamiento médico en Nueva Zelanda.
Su funeral se llevó a cabo el 13 de junio de 2009, y contó con la presencia del rey Jorge Tupou V y diferentes miembros de la familia real, así como el O le Ao o le Malo de Samoa Tuiatua Tupua Tamasese Efi y el entonces vicepresidente de Fiyi, Epeli Nailatikau. Una procesión fúnebre comenzó desde su residencia en Houma, hasta el cercano cementerio Kolomanatau. 

## Vida privada
Contrajo matrimonio con Tuputupukipulotu Lausiʻi (Baronesa Tuputupu Vaea), y tuvo cinco hijos: Nanasipauʻu Tukuʻaho, actual reina consorte de Tonga;ʻAlipate Tuʻivanuavou Vaea; Amelia Luoluafetu'u Vaea; Luseane Luani; y Cassandra Tuku'aho. 
Su único hijo varón lo sucedió en el título de Lord Vaea, poco después de su fallecimiento.